# ドリュー・ルチンスキー
アンドリュー・ジェームズ・ルチンスキー（Andrew James Rucinski, 1988年12月30日 - ）は、アメリカ合衆国オクラホマ州ブロークンアロー出身のプロ野球選手（投手）。右投右打。フリーエージェント(FA)。

## 経歴

### プロ入りと独立リーグ及びインディアンス傘下時代
2011年にオハイオ州立大学を卒業したが、MLBドラフトで指名されず、6月に独立リーグ・フロンティアリーグのロックフォード・リバーホークスに加入。1試合に登板後、退団した。
6月16日にクリーブランド・インディアンスとマイナー契約を結んだ。この年は傘下のルーキー級アリゾナリーグ・インディアンス、A-級マホーニングバレー・スクラッパーズ、A級レイクカウンティ・キャプテンズでプレー。A-級マホーニングバレーでは15試合に登板して2勝0敗・防御率2.84・30奪三振の成績を残した。オフに放出された。
2012年はフロンティアリーグのロックフォードに復帰。22試合（先発15試合）に登板して7勝4敗1セーブ・防御率3.13・91奪三振の成績を残した。
2013年はロックフォードで15試合に先発登板して4勝6敗・防御率2.88・101奪三振の成績を残し、8月8日に退団した。

### エンゼルス時代
2013年8月8日にロサンゼルス・エンゼルス・オブ・アナハイムとマイナー契約を結んだ。傘下のA+級インランド・エンパイア・シックスティシクサーズでプレーし、5試合に登板して2勝2敗・防御率1.86・21奪三振の成績を残した。
2014年はAA級アーカンソー・トラベラーズで開幕を迎え、17試合に登板。6月9日にはテキサスリーグの第一週・週間MVPを受賞した。7月10日にエンゼルスとメジャー契約を結んでアクティブ・ロースター入りした。同日のテキサス・レンジャーズ戦でメジャーデビュー。11点リードの9回裏から登板し、1回を投げ4安打2失点1奪三振だった。12日にAAA級ソルトレイク・ビーズへ降格した。
2015年9月1日にDFAとなり、4日に40人枠を外れる形でAAA級ソルトレイクへ配属された。オフの11月6日にFAとなった。

### カブス傘下時代
2015年11月16日にシカゴ・カブスとマイナー契約を結び、2016年のスプリングトレーニングに招待選手として参加することになった。
2016年は傘下のAAA級アイオワ・カブスでプレーし、28試合に先発登板して7勝15敗・防御率5.92・116奪三振の成績を残した。オフの11月7日にFAとなった。

### ツインズ時代
2016年12月15日にミネソタ・ツインズとマイナー契約を結び、2017年のスプリングトレーニングに招待選手として参加することになった。
2017年の開幕は傘下のAAA級ロチェスター・レッドウイングスで迎え、5月5日にメジャー契約を結んでアクティブ・ロースター入りした。6月10日にDFA、13日に40人枠を外れる形でAAA級ロチェスターへ配属され、一旦FAとなったが、14日にマイナー契約を結び、AAA級ロチェスターへ配属された。

### マーリンズ時代
2017年11月30日にマイアミ・マーリンズとマイナー契約を結び、2018年のスプリングトレーニングに招待選手として参加することになった。
2018年の開幕は傘下のAAA級ニューオーリンズ・ベビーケークスで迎え、6月3日にメジャー契約を結んでアクティブ・ロースター入りした。シーズン終了後にFAとなった。

### NCダイノス時代
2018年11月30日にKBOリーグのNCダイノスと契約した。
2019年は30試合に先発登板し、9勝9敗、防御率3.05を記録した。
2020年は開幕から白星が先行し、7月下旬には早くも10勝に到達。その後も勝ち星を重ね、最終的に20勝を挙げたラウル・アルカンタラに次ぐリーグ2位、かつチーム最多となる19勝を記録した。また斗山ベアーズとの韓国シリーズでは先発として2勝、リリーフとして1セーブを挙げ、チームのシリーズ初制覇に大きく貢献した。
2021年も15勝10敗、防御率3.17と結果を残したが、この年もわずか1勝差で最多勝のタイトルを逃した。
2022年は勝ち星こそ10勝（12敗）止まりだったが、4年連続30試合以上に登板し防御率は初の2点台となる2.97を記録するなど、この年も安定した成績を残した。オフに発表された翌年の保留選手名簿に名前が記載されたが、結局再契約することはなかった。

### アスレチックス時代
2022年12月21日にオークランド・アスレチックスと単年のメジャー契約を結んだ（2024年の契約は球団側のオプション）。
2023年は先発ローテーション入りしたが、開幕から4試合で0勝4敗、防御率9.00、WHIP2.28という成績に終わり、5月20日には胃腸疾患のため15日間の負傷者リストに入った。病気からは回復したものの、右膝に軽度の内側側副靭帯捻挫を発症したため、6月20日に60日間の負傷者リストに移された。7月18日、変性疾患に対処するために背中の手術を受けることが発表された。オフの11月3日に契約延長オプションを破棄して、FAとなった。

## 詳細情報

### 年度別投手成績
| 年 度    | 球 団    | 登 板 | 先 発 | 完 投 | 完 封 | 無 四 球 | 勝 利 | 敗 戦 | セ 丨 ブ | ホ 丨 ル ド | 勝 率 | 打 者 | 投 球 回 | 被 安 打 | 被 本 塁 打 | 与 四 球 | 敬 遠 | 与 死 球 | 奪 三 振 | 暴 投 | ボ 丨 ク | 失 点 | 自 責 点 | 防 御 率 | W H I P |
| -------- | -------- | ----- | ----- | ----- | ----- | -------- | ----- | ----- | -------- | ----------- | ----- | ----- | -------- | -------- | ----------- | -------- | ----- | -------- | -------- | ----- | -------- | ----- | -------- | -------- | ------- |
| 2014     | LAA      | 3     | 0     | 0     | 0     | 0        | 0     | 0     | 0        | 0           | ----  | 34    | 7.1      | 9        | 0           | 2        | 0     | 1        | 8        | 0     | 0        | 4     | 4        | 4.91     | 1.50    |
| 2015     | LAA      | 4     | 1     | 0     | 0     | 0        | 0     | 2     | 0        | 0           | .000  | 35    | 7.0      | 10       | 1           | 6        | 0     | 1        | 4        | 2     | 0        | 6     | 6        | 7.71     | 2.29    |
| 2017     | MIN      | 2     | 0     | 0     | 0     | 0        | 0     | 0     | 0        | 0           | ----  | 23    | 4.1      | 10       | 2           | 2        | 0     | 0        | 5        | 0     | 0        | 5     | 5        | 10.38    | 2.77    |
| 2018     | MIA      | 32    | 0     | 0     | 0     | 0        | 4     | 2     | 0        | 4           | .667  | 154   | 35.1     | 34       | 2           | 13       | 4     | 4        | 27       | 1     | 0        | 21    | 17       | 4.33     | 1.33    |
| 2019     | NC       | 30    | 30    | 2     | 0     | 0        | 9     | 9     | 0        | 0           | .500  | 731   | 177.1    | 164      | 13          | 45       | 0     | 11       | 119      | 7     | 0        | 68    | 60       | 3.05     | 1.18    |
| 2020     | NC       | 30    | 30    | 0     | 0     | 0        | 19    | 5     | 0        | 0           | .792  | 770   | 183.0    | 173      | 14          | 57       | 0     | 11       | 167      | 11    | 0        | 67    | 62       | 3.05     | 1.26    |
| 2021     | NC       | 30    | 30    | 0     | 0     | 0        | 15    | 10    | 0        | 0           | .600  | 754   | 178.2    | 160      | 12          | 55       | 0     | 10       | 177      | 6     | 2        | 76    | 63       | 3.17     | 1.20    |
| 2023     | OAK      | 4     | 4     | 0     | 0     | 0        | 0     | 4     | 0        | 0           | .000  | 95    | 18.0     | 27       | 5           | 14       | 0     | 1        | 6        | 0     | 0        | 22    | 18       | 9.00     | 2.28    |
| MLB：5年 | MLB：5年 | 45    | 5     | 0     | 0     | 0        | 4     | 8     | 0        | 4           | .333  | 341   | 72.0     | 90       | 10          | 37       | 4     | 7        | 50       | 3     | 0        | 58    | 50       | 6.25     | 1.76    |
| KBO：3年 | KBO：3年 | 90    | 90    | 2     | 0     | 0        | 42    | 24    | 0        | 0           | .642  | 2255  | 539.0    | 497      | 39          | 157      | 0     | 32       | 463      | 24    | 2        | 211   | 185      | 3.09     | 1.21    |

- 2023年度シーズン終了時

### 背番号
- 51（2014年 - 2015年）
- 32（2017年）
- 55（2018年）
- 40（2019年 - 2022年）
- 47 (2023年)